# John-Brinckman-Preis
Der John-Brinckman-Preis war ein ursprünglich von der Arbeitsgemeinschaft der Rostocker Heimatvereine gestifteter Ehrenpreis. Er wurde Personen verliehen, die sich um das niederdeutsche Volkstum und die plattdeutsche Sprache verdient gemacht hatten. Der Preis ist benannt nach dem plattdeutschen Erzähler John Brinckman (1814–1870).

## Geschichte
Der John-Brinckman-Preis war ein ab 1923 auf Initiative des niederdeutschen Schriftstellers Wilhelm Schmidt von der Arbeitsgemeinschaft der Rostocker Heimatvereine gestifteter Preis, der im Rahmen des Plattdeutschen Volkstages verliehen wurde. Er war gedacht als Ehrenpreis für Dichter, Schriftsteller, Wissenschaftler und Künstler, die durch ihre Arbeit das niederdeutsche Volkstum und die plattdeutsche Sprache gefördert hatten. Die Auszeichnungsfeier wurde in der Großen Stadtschule, einem Rostocker Gymnasium, abgehalten.
Ab 1936 übernahm die Presse- und Propagandastelle der Stadtverwaltung Rostocks die Verleihung, nun während der Rostocker Kulturwoche. So war es der Stadt möglich, die Verbindung von Heimatvereinen und Nationalsozialismus herauszustellen. Ab diesem Jahr wurde die Auszeichnung vom Oberbürgermeister Walter Volgmann in der Aula der Landesuniversität vorgenommen. Die Auswahl der Preisträger war ab dieser Zeit erheblich beschränkt, da im Gremium nun zwei zusätzliche nationalsozialistische Kulturfunktionäre vertreten waren. Einige der folgenden Preisträger standen in der Gunst des Gauleiters Friedrich Hildebrandt. Der Preis wurde von der Seestadt Rostock bis 1944 vergeben. Der Preis war zunächst mit 500 bis 1000 Reichsmark und z. B. 1937 mit 2000 Reichsmark dotiert.
Neustiftung in der DDR
1956 wurde der Preis in der DDR neu gestiftet. Er wurde nun vom Rat des Bezirkes Rostock vergeben, erneut als Preis für fortschrittliches niederdeutsches Kulturschaffen.

## Preisträger (1923–1944)
- 1923: Richard Wossidlo
- 1924: Karl Wagenfeld
- 1926: Wilhelm Wisser
- 1927: Richard Ohnsorg
- 1931: Karl Seemann
- 1932: Ernst Voß
- 1934: Richard Wossidlo
- 1935: Wilhelm Schmidt
- 1935: Wilhelm Zierow
- 1936: Friedrich Griese
- 1937: Erich Hagemeister
- 1938: Hans Ehrke
- 1938: Willy Bastian
- 1939: Karl Christian Klasen
- 1940: Karl Krickeberg
- 1941: Max Dreyer
- 1942: Richard Spethmann
- 1943: Carl Johann Schmidt (1894–1945), Tischlermeister
- 1944: Karl Hennemann

## Preisträger (DDR – unvollständig)
- 1957: Peter E. Erichson
- 1960: Fritz Meyer-Scharffenberg
- 1966: Hans-Joachim Gernentz